# 서울특별시청 소관 공직유관단체 목록
서울특별시청 소관 공직유관단체 목록은 서울특별시청의 공직유관단체에 대해 기술한다.

## 목록

### 체육회
- 서울특별시체육회
- 서울특별시장애인체육회

### 의료원
- 서울특별시서울의료원

### 공사·출자기업
- 서울특별시농수산식품공사
- 서울주택도시공사
- 서울교통공사
- 서울에너지공사
- 부산김해경전철운영
- 서울메트로9호선운영
- 서울관광마케팅
- 탄천환경
- 서남환경
- 서울도시철도엔지니어링
- 서울도시철도그린환경
- 서울메트로환경
- 서울농수산시장관리주식회사

### 재단법인
- 서울테크노파크
- 세종문화회관
- 서울시립교향악단
- 서울문화재단
- 서울시복지재단
- 서울디자인재단
- 서울특별시50플러스재단
- 서울장학재단
- 서울산업진흥원
- 서울특별시평생교육진흥원
- 서울연구원
- 서울특별시여성가족재단
- 서울신용보증재단
- 강남문화재단
- 광진문화재단
- 구로문화재단
- 도봉문화재단
- 마포문화재단
- 서초문화재단
- 영등포문화재단
- 성동문화재단
- 성북문화재단
- 종로문화재단
- 중구문화재단
- 강남복지재단
- 마포복지재단
- 양천사랑복지재단
- 용산복지재단
- 서초다산장학재단
- 서울디지털재단

### 사단법인
- 서울특별시자원봉사센터

### 시설관리공단
- 서울시설공단
- 노원구서비스공단
- 강남구도시관리공단
- 강동구도시관리공단
- 강북구도시관리공단
- 강서구시설관리공단
- 관악구시설관리공단
- 광진구시설관리공단
- 구로구시설관리공단
- 금천구시설관리공단
- 도봉구시설관리공단
- 동대문구시설관리공단
- 동작구시설관리공단
- 마포구시설관리공단
- 서대문구도시관리공단
- 성동구도시관리공단
- 성북구도시관리공단
- 송파구시설관리공단
- 양천구시설관리공단
- 영등포구시설관리공단
- 은평구시설관리공단
- 용산구시설관리공단
- 종로구시설관리공단
- 중구시설관리공단
- 중랑구시설관리공단